# Liste des membres de la IVe Assemblée galloise

Composition de la IVe Assemblée galloise par groupes politiques au 11 mai 2011.
Plaid Cymru : 11 sièges
Parti travailliste : 30 sièges
Démocrates libéraux : 5 sièges
Conservateurs : 14 sièges

Cet article dresse, par ordre alphabétique, la liste des membres de la IVe Assemblée galloise, ouverte le 6 mai 2011 et dissoute le 5 avril 2016.
Les membres de l’Assemblée (Assembly Members en anglais et Aelodau’r Cynulliad en gallois) sont majoritairement élus à l’occasion des deuxièmes élections générales et quatrièmes de l’assemblée nationale pour le pays de Galles tenues le 5 mai 2011. À la suite de démissions, les sièges laissés vacants sont pourvus soit par le candidat du parti en tête de la liste au niveau de la région électorale concernée, soit par le vainqueur d’une élection partielle organisée dans la circonscription concernée.

## Groupes
| Groupe (appellations en anglais et en gallois) | Groupe (appellations en anglais et en gallois)                                         | Statut vis-à-vis du gouvernement | Statut vis-à-vis du gouvernement |
| Groupe (appellations en anglais et en gallois) | Groupe (appellations en anglais et en gallois)                                         | Position                         | Période                          |
| ---------------------------------------------- | -------------------------------------------------------------------------------------- | -------------------------------- | -------------------------------- |
|                                                | Parti travailliste gallois Welsh Labour / Llafur Cymru                                 | Participation - (I - II)         | 2011-2016                        |
|                                                | Plaid Cymru The Party of Wales / Plaid Cymru                                           | Participation - (I)              | 2011                             |
| Opposition                                     | Plaid Cymru The Party of Wales / Plaid Cymru                                           | 2011-2016                        |                                  |
|                                                | Conservateurs gallois Welsh Conservatives / Y Ceidwadwyr Cymreig                       | Opposition                       | 2011-2016                        |
|                                                | Démocrates libéraux gallois Welsh Liberal Democrats / Y Democratiaid Rhyddfrydol Cymru | Opposition                       | 2011-2016                        |

## Liste
| Membre                 | Membre                        | Modalités d’élection                    | Modalités d’élection | Modalités d’élection | Parti | Parti               | Mandat                        |
| Identité               | Date de naissance             | Division électorale                     | Type                 | Date                 | Parti | Parti               | Mandat                        |
| ---------------------- | ----------------------------- | --------------------------------------- | -------------------- | -------------------- | ----- | ------------------- | ----------------------------- |
| Leighton Andrews ,     | 11 août 1957                  | Rhondda                                 | Circonscription      | 1er mai 2003         |       | Parti travailliste  | 6 mai 2011 — 5 avril 2016     |
| Mick Antoniw ,         | 1er septembre 1954            | Pontypridd                              | Circonscription      | 5 mai 2011           |       | Parti travailliste  | 6 mai 2011 — 5 avril 2016     |
| Rhun ap Iorwerth       | 27 août 1972                  | Ynys Môn                                | Circonscription      | 1er août 2013        |       | Plaid               | 2 août 2013 — 5 avril 2016    |
| Mohammad Asghar ,      | 30 septembre 1945             | South Wales East                        | Région               | 3 mai 2007           |       | Conservateurs       | 6 mai 2011 — 5 avril 2016     |
| Peter Black ,          | 30 janvier 1960               | South Wales West                        | Région               | 6 mai 1999           |       | Démocrates libéraux | 6 mai 2011 — 5 avril 2016     |
| Angela Burns ,         | Septembre 1957                | Carmarthen West and South Pembrokeshire | Circonscription      | 3 mai 2007           |       | Conservateurs       | 6 mai 2011 — 5 avril 2016     |
| Rosemary Butler ,      | 21 janvier 1943               | Newport West                            | Circonscription      | 6 mai 1999           |       | Parti travailliste  | 6 mai 2011 — 5 avril 2016     |
| Christine Chapman ,    | 7 avril 1956                  | Cynon Valley                            | Circonscription      | 6 mai 1999           |       | Parti travailliste  | 6 mai 2011 — 5 avril 2016     |
| Jeff Cuthbert ,        | 4 juin 1948                   | Caerphilly                              | Circonscription      | 1er mai 2003         |       | Parti travailliste  | 6 mai 2011 — 5 avril 2016     |
| Alun Davies ,          | 12 février 1964               | Blaenau Gwent                           | Circonscription      | 3 mai 2007           |       | Parti travailliste  | 6 mai 2011 — 5 avril 2016     |
| Andrew R. T. Davies ,  | 8 avril 1968                  | South Wales Central                     | Région               | 4 mai 2007           |       | Conservateurs       | 6 mai 2011 — 5 avril 2016     |
| Byron Davies ,         | 4 septembre 1952              | South Wales West                        | Région               | 5 mai 2011           |       | Conservateurs       | 6 mai 2011 — 15 mai 2015      |
| Jocelyn Davies ,       | 18 juin 1959                  | South Wales East                        | Région               | 6 mai 1999           |       | Plaid               | 6 mai 2011 — 5 avril 2016     |
| Keith Davies ,         | 25 mai 1940                   | Llanelli                                | Circonscription      | 5 mai 2011           |       | Parti travailliste  | 6 mai 2011 — 5 avril 2016     |
| Paul Davies ,          | 2 janvier 1969                | Preseli Pembrokeshire                   | Circonscription      | 3 mai 2007           |       | Conservateurs       | 6 mai 2011 — 5 avril 2016     |
| Suzy Davies ,          | 4 septembre 1952              | South Wales West                        | Région               | 5 mai 2011           |       | Conservateurs       | 6 mai 2011 — 5 avril 2016     |
| John Dixon             |                               | South Wales Central                     | Région               | 5 mai 2011           |       | Démocrates libéraux | 6 — 17 mai 2011               |
| Mark Drakeford ,       | 19 septembre 1954             | Cardiff West                            | Circonscription      | 5 mai 2011           |       | Parti travailliste  | 6 mai 2011 — 5 avril 2016     |
| Dafydd Elis-Thomas ,   | 18 octobre 1946               | Dwyfor Meirionnydd                      | Circonscription      | 3 mai 2007           |       | Plaid               | 6 mai 2011 — 5 avril 2016     |
| Rebecca Evans ,        | 2 août 1976                   | Mid and West Wales                      | Région               | 5 mai 2011           |       | Parti travailliste  | 6 mai 2011 — 5 avril 2016     |
| Janet Finch-Saunders , | 28 avril 1958                 | Aberconwy                               | Circonscription      | 5 mai 2011           |       | Conservateurs       | 6 mai 2011 — 5 avril 2016     |
| Russell George ,       | 27 avril 1974                 | Montgomeryshire                         | Circonscription      | 5 mai 2011           |       | Conservateurs       | 6 mai 2011 — 5 avril 2016     |
| Vaughan Gething ,      | 15 mars 1974                  | Cardiff South and Penarth               | Circonscription      | 5 mai 2011           |       | Parti travailliste  | 6 mai 2011 — 5 avril 2016     |
| William Graham ,       | 18 novembre 1949              | South Wales East                        | Région               | 6 mai 1999           |       | Conservateurs       | 6 mai 2011 — 5 avril 2016     |
| Janice Gregory ,       | 10 janvier 1955               | Ogmore                                  | Circonscription      | 6 mai 1999           |       | Parti travailliste  | 6 mai 2011 — 5 avril 2016     |
| John Griffiths ,       | 19 décembre 1956              | Newport East                            | Circonscription      | 6 mai 1999           |       | Parti travailliste  | 6 mai 2011 — 5 avril 2016     |
| Lesley Griffiths ,     | 8 janvier 1960                | Wrexham                                 | Circonscription      | 3 mai 2007           |       | Parti travailliste  | 6 mai 2011 — 5 avril 2016     |
| Llyr Gruffydd ,        | 25 septembre 1970             | North Wales                             | Région               | 5 mai 2011           |       | Plaid               | 6 mai 2011 — 5 avril 2016     |
| Edwina Hart ,          | 26 avril 1957                 | Gower                                   | Circonscription      | 6 mai 1999           |       | Parti travailliste  | 6 mai 2011 — 5 avril 2016     |
| Janet Haworth          |                               | North Wales                             | Région               | 27 mai 2015          |       | Conservateurs       | 27 mai 2015 — 5 avril 2016    |
| Mike Hedges ,          | 8 juillet 1956                | Swansea East                            | Circonscription      | 5 mai 2011           |       | Parti travailliste  | 6 mai 2011 — 5 avril 2016     |
| Altaf Hussain ,        | 31 juillet 1944               | South Wales West                        | Région               | 15 mai 2015          |       | Conservateurs       | 19 mai 2015 — 5 avril 2016    |
| Jane Hutt ,            | 15 décembre 1949              | Vale of Glamorgan                       | Circonscription      | 6 mai 1999           |       | Parti travailliste  | 6 mai 2011 — 5 avril 2016     |
| Mark Isherwood ,       | 21 janvier 1959               | North Wales                             | Région               | 1er mai 2003         |       | Conservateurs       | 6 mai 2011 — 5 avril 2016     |
| Julie James ,          | 25 février 1958               | Swansea West                            | Circonscription      | 5 mai 2011           |       | Parti travailliste  | 6 mai 2011 — 5 avril 2016     |
| Bethan Jenkins ,       | 9 décembre 1981               | South Wales West                        | Région               | 3 mai 2007           |       | Plaid               | 6 mai 2011 — 5 avril 2016     |
| Alun Ffred Jones ,     | 29 octobre 1949               | Arfon                                   | Circonscription      | 3 mai 2007           |       | Plaid               | 6 mai 2011 — 5 avril 2016     |
| Ann Jones ,            | 4 novembre 1953               | Vale of Clwyd                           | Circonscription      | 6 mai 1999           |       | Parti travailliste  | 6 mai 2011 — 5 avril 2016     |
| Carwyn Jones ,         | 21 mars 1967                  | Bridgend                                | Circonscription      | 6 mai 1999           |       | Parti travailliste  | 6 mai 2011 — 5 avril 2016     |
| Elin Jones ,           | 1er septembre 1966            | Ceredigion                              | Circonscription      | 6 mai 1999           |       | Plaid               | 6 mai 2011 — 5 avril 2016     |
| Ieuan Wyn Jones ,      | 22 mai 1949                   | Ynys Môn                                | Circonscription      | 6 mai 1999           |       | Plaid               | 6 mai 2011 — 20 juin 2013     |
| Huw Lewis ,            | 17 janvier 1964               | Merthyr Tydfil and Rhymney              | Circonscription      | 6 mai 1999           |       | Parti travailliste  | 6 mai 2011 — 5 avril 2016     |
| David Melding ,        | 28 août 1962                  | South Wales Central                     | Région               | 6 mai 1999           |       | Conservateurs       | 6 mai 2011 — 5 avril 2016     |
| Sandy Mewies ,         | 16 février 1950               | Delyn                                   | Circonscription      | 1er mai 2003         |       | Parti travailliste  | 6 mai 2011 — 5 avril 2016     |
| Darren Millar ,        | 27 juillet 1976               | Clwyd West                              | Circonscription      | 3 mai 2007           |       | Conservateurs       | 6 mai 2011 — 5 avril 2016     |
| Julie Morgan ,         | 2 novembre 1944               | Cardiff North                           | Circonscription      | 5 mai 2011           |       | Parti travailliste  | 6 mai 2011 — 5 avril 2016     |
| Lynne Neagle ,         | 18 janvier 1968               | Torfaen                                 | Circonscription      | 6 mai 1999           |       | Parti travailliste  | 6 mai 2011 — 5 avril 2016     |
| Eluned Parrott ,       | 14 août 1974                  | South Wales Central                     | Région               | 6 juillet 2011       |       | Démocrates libéraux | 6 juillet 2011 — 5 avril 2016 |
| William Powell ,       |                               | Mid and West Wales                      | Région               | 5 mai 2011           |       | Démocrates libéraux | 6 mai 2011 — 5 avril 2016     |
| Gwyn Price ,           |                               | Islwyn                                  | Circonscription      | 5 mai 2011           |       | Parti travailliste  | 6 mai 2011 — 5 avril 2016     |
| Nick Ramsay ,          | 10 juin 1975                  | Monmouth                                | Circonscription      | 3 mai 2007           |       | Conservateurs       | 6 mai 2011 — 5 avril 2016     |
| Jenny Rathbone ,       | 12 février 1950               | Cardiff Central                         | Circonscription      | 5 mai 2011           |       | Parti travailliste  | 6 mai 2011 — 5 avril 2016     |
| David Rees ,           | 17 janvier 1957               | Aberavon                                | Circonscription      | 5 mai 2011           |       | Parti travailliste  | 6 mai 2011 — 5 avril 2016     |
| Aled Roberts ,         |                               | North Wales                             | Région               | 5 mai 2011           |       | Démocrates libéraux | 6 — 17 mai 2011               |
| Aled Roberts ,         | 6 juillet 2011 — 5 avril 2016 | North Wales                             | Région               | 5 mai 2011           |       | Démocrates libéraux |                               |
| Antoinette Sandbach ,  | 15 février 1969               | North Wales                             | Région               | 5 mai 2011           |       | Conservateurs       | 6 mai 2011 — 8 mai 2015       |
| Carl Sargeant ,        | 27 juillet 1968               | Alyn and Deeside                        | Circonscription      | 1er mai 2003         |       | Parti travailliste  | 6 mai 2011 — 5 avril 2016     |
| Ken Skates ,           | 2 avril 1976                  | Clwyd South                             | Circonscription      | 5 mai 2011           |       | Parti travailliste  | 6 mai 2011 — 5 avril 2016     |
| Gwenda Thomas ,        | 22 janvier 1942               | Neath                                   | Circonscription      | 6 mai 1999           |       | Parti travailliste  | 6 mai 2011 — 5 avril 2016     |
| Rhodri Glyn Thomas ,   | 11 avril 1953                 | Carmarthen East and Dinefwr             | Circonscription      | 6 mai 1999           |       | Plaid               | 6 mai 2011 — 5 avril 2016     |
| Simon Thomas ,         | 28 décembre 1963              | Mid and West Wales                      | Région               | 5 mai 2011           |       | Plaid               | 6 mai 2011 — 5 avril 2016     |
| Joyce Watson ,         | 2 mai 1955                    | Mid and West Wales                      | Région               | 3 mai 2007           |       | Parti travailliste  | 6 mai 2011 — 5 avril 2016     |
| Lindsay Whittle ,      | 24 mars 1953                  | South Wales East                        | Région               | 5 mai 2011           |       | Plaid               | 6 mai 2011 — 5 avril 2016     |
| Kirsty Williams ,      | 19 mars 1971                  | Brecon and Radnorshire                  | Circonscription      | 6 mai 1999           |       | Démocrates libéraux | 6 mai 2011 — 5 avril 2016     |
| Leanne Wood ,          | 13 décembre 1971              | South Wales Central                     | Région               | 1er mai 2003         |       | Plaid               | 6 mai 2011 — 5 avril 2016     |

## Doyen et benjamine de l’Assemblée
Âgé de 70 ans, 11 mois et 11 jours, Keith Davies est le doyen de l’Assemblée (Dean of the Assembly) à l’entrée en fonction de la législature. À 29 ans, 4 mois et 27 jours, Bethan Jenkins en est la benjamine (Baby of the Assembly).